# 樱美林大学短期大学部
樱美林大学短期大学部（日语：／ Obirin Daigaku Tanki Daigakubu *）是过去一所位于日本东京都町田市的私立短期大学。

## 概要

### 简介
- 学校最早可以追溯到1946年[1]。短期大学为于1950年开办[1]、由学校法人樱美林学园经营、来源于新教思想[2]。

### 历史
- 1950年 樱美林短期大学成立并同时设置英语英文科[1]。
- 1955年 家政科成立[1]。
- 1989年 家政科变更为生活文化学科[3]。
- 1999年 生活文化学科招生最后[3]。
- 2002年 今年4月1日改校名为樱美林大学短期大学部[3]。10月28日生活文化学科停办[3]。
- 2004年  招生最后[3]。
- 2007年 今年4月27日停办[3]。

## 学校环境
- 校区：在了东京都东京都町田市

## 组织

### 学科
- 英语英文科

### 前学科
- 生活文化学科[注 1]

### 专科
| - 没有 |

### 业余课程
| - 没有 |

## 知名校友
- 小川勇夫：前政治人物
- 佐藤纪子：大阪蒙古国名誉领事
- 竹花梓：女时装模特儿
- 神田紫：说书先生
- 冈本妙子:新闻主播
- 垠凌：女演员、歌星、演员、赛车女郎、艺术家及摔跤选手。
- 关伊利子：气象预报员、栃木电视台广播员
- 小柳美江：广播员
- 石田季子：竞技啦啦队

## 相关链接
- 日本短期大学列表
- 樱美林大学